# Pobre Pablo
Pobre Pablo fue una telenovela colombiana producida por el canal RCN Television de drama, romance y comedia muy divertida con una historia de amor bastante conflictiva. Protagonizada por Roberto Cano y Carolina Acevedo, con la participación antagónica de Alejandro Martínez y Valentina Rendón, junto a los primeros actores César Mora, Diego Trujillo y la cantante Fanny Lu.

## Sinopsis
Pablo Guerrero (Roberto Cano) un apuesto guardaespaldas, estaba convencido de que su trabajo como escolta de millonarios ejecutivos le ofrecía toda la aventura que necesitaba, pero estaba muy equivocado ya que su vida personal también se convertiría en una historia de película al conocer a María Alcalá (Carolina Acevedo). Lo que pensó sería un romance de verano con la bella y adinerada joven que salvó de ser agredida por unos borrachos, le complicó toda su vida, sus preparativos matrimoniales con Cindy Mercedes Casilimas (Valentina Rendón), su trabajo y su vida familiar.
Casi sin darse cuenta, Pablo empieza a enamorarse de esa chica, quien está comprometida con Federico Villegas de la Concha (Alejandro Martínez) que sí le puede ofrecer la vida a la que ella está acostumbrada. Es por eso que Pablo decide mentirle para poder sostener el romance haciéndose pasar por uno de su misma clase social. Pero Pablo no es el único que está arriesgando el todo por el todo por esa relación, ya que María también está dispuesta a dejarlo todo y a vivir plenamente su amor.
A pesar de su amor, un malentendido los hará separarse forzando a Pablo a romper fronteras, mostrar su condición humilde y convencer a María de que existe un mundo donde las diferencias sociales no importan…un mundo en el que sólo existen ellos dos y su amor.

## Elenco
- Roberto Cano - Pablo Herminio Guerrero Ramos
- Carolina Acevedo - María  Alcalá
- Alejandro Martínez - Federico Villegas de la Concha
- Valentina Rendón - Cindy Mercedes Casilimas Simbaqueva
- César Mora - José Ramón Alcalá
- Pilar Uribe - Ana de Alcalá
- Diego Trujillo - Antonio Santamaría
- Ana María Kamper - Ligia de Santamaría
- Pedro Rendón - Alejandro Santamaría
- Carmenza Gómez - Tulia de Guerrero
- Gustavo Angarita Jr. - Christian Guerrero
- Carla Giraldo - Jenny Paola Guerrero
- Alfonso Ortiz - Rafael Casilimas
- Carlos Manuel Vesga - Wilson Casilimas Simbaqueva
- Fanny Lu - Silvana
- Mauricio Figueroa - Coronel Arturo
- Rodrigo Candamil - Rodolfo Borja
- Felipe Noguera - Bernardo Gomez "Berny"
- Herbert Montaño - Don Alvarito
- Luis Fernando Salas - Néstor Covos
- Prisilla Álvarez - Juanita
- Anderson Balsero - Elías
- Salvo Basile - Luciano Fisiquella
- Rita Bendek - Dra. Patricia
- Rodrigo Castro - Juancho
- María Paulina De Zubiria - Karen
- Luisa Fernanda Giraldo - Susy
- Carlos Hurtado - Genaro Tocancipa
- Tatiana Jauregui - Adela
- Carlos Eduardo Olano Obando - "El violador"
- Ana Laverde - Natalia
- Andrés Felipe Martínez - Eduardo
- Ana Bolena Mesa - Sofía Arbeláez
- Marcela Posada - Milady
- Tatiana Rentería - Daniela Molina
- Alberto Valdiri - Salomón Agudelo
- Martha Restrepo - Paola Casas
- Vanessa Simon - Catalina Luzardo
- Jorge Armando Soto - Marlon
- María José Tafur - Johanna
- Oscar Salazar
- Tirza Pacheco
- Kathy Sáenz - Mariana Correa
- Gustavo Corredor - Ernesto Villegas
- Lorena Tobar - Sarita de Villegas

## Versiones
- Despertar contigo, producción de Pedro Damián para Televisa en el 2016 protagonizada por Daniel Arenas y Ela Velden.[1]